# Franklin Lorenzo Burns
Franklin Lorenzo Burns est un ornithologue américain, né le 18 janvier 1869 près de Berwyn, Chester (Pennsylvanie) et mort le 7 février 1946 à Berwyn.
C’est l’un des fondateurs du Wilson Ornithological Club dont il assure le secrétariat en 1906 et la présidence de 1909 à 1911.

## Liste partielle des publications
- 1919 : The ornithology of Chester County, Pennsylvania, by Franklin Lorenzo Burns, in co-operation with local ornithologists[1] (R.G. Badger, Boston).

## Note
1. ↑  Exemplaire numérique sur Internet Archive.

## Source
- (en) Zoomen